# Guido Leontini
Guido Leontini (Catania, 21 marzo 1927 – Catania, 26 aprile 1996) è stato un attore italiano.

## Biografia
Figlio d'arte, il suo esordio artistico risale agli anni cinquanta ed è legato al teatro e al repertorio pirandelliano. Dal 1962 al 1972 lavora per il Teatro Stabile di Catania. Il suo esordio televisivo avviene nel 1964 con una partecipazione nello sceneggiato TV Mastro Don Gesualdo tratto dall'omonimo romanzo di Giovanni Verga. Al cinema compare in una ventina di film, diretto da alcuni importanti registi come Carlo Lizzani e Duccio Tessari.

## Filmografia

### Cinema
- Made in Italy, regía di Nanni Loy (1965)
- Torino nera, regia di Carlo Lizzani (1972)
- Girolimoni, il mostro di Roma, regia di Damiano Damiani (1972)
- Abuso di potere, regia di Camillo Bazzoni (1972)
- La violenza: quinto potere, regia di Florestano Vancini (1972)
- Joe Valachi - I segreti di Cosa Nostra, regia di Terence Young (1972)
- La vedova inconsolabile ringrazia quanti la consolarono, regia di Mariano Laurenti (1973)
- L'altra faccia del padrino, regia di Franco Prosperi (1973)
- Il piatto piange, regia di Paolo Nuzzi (1974)
- Il testimone deve tacere, regia di Giuseppe Rosati (1974)
- Squadra volante, regia di Stelvio Massi (1974)
- Uomini duri (Tough Guys), regia di Duccio Tessari (1974)
- Crazy Joe, regia di Carlo Lizzani (1974)
- Paolo il freddo, regía di Ciccio Ingrassia (1974)
- Il tempo degli assassini, regia di Marcello Andrei (1975)
- Due Magnum 38 per una città di carogne, regia di Mario Pinzauti (1975)
- Qui comincia l'avventura, regia di Carlo Di Palma (1975)
- La bolognese, regia di Alfredo Rizzo (1975)
- Le deportate della sezione speciale SS, regia di Rino Di Silvestro (1976)
- La banda del gobbo, regia di Umberto Lenzi (1977)
- Milano... difendersi o morire, regia di Gianni Martucci (1978)
- L'avvertimento, regia di Damiano Damiani (1980)
- Napoli, Palermo, New York - Il triangolo della camorra, regia di Alfonso Brescia (1981)

### Televisione
- Racket, regia di Alberto Negrin – serie film inchiesta (1972)
- Il picciotto, regia di Alberto Negrin (1973)
- Ipotesi – serie TV (1974)
- L'amaro caso della baronessa di Carini – miniserie TV (1975)
- Murat, regia di Silverio Blasi – miniserie TV (1975)
- Don Giovanni in Sicilia, regia di Guglielmo Morandi – miniserie TV (1977)
- Speciale TG1: Vecchia e nuova mafia - Mafia dossier , regia di Marco Leto, con Enzo Andronico (1984);
- Un delitto, regia di Salvatore Nocita – film TV (1984)

## Prosa radiofonica Rai
- La stagione della paura, radiodramma di Luigi Malerba (1969)
- Il gattopardo, riduzione radiofonica (1969)
- La violenza, due tempi di Giuseppe Fava, regia di Giacomo Colli (1970)
- Il gattopardo, riduzione di Giuseppe D'Agata (1973)
- Il cadetto di casa Spinalba di Salvatore Ventura, regia di Umberto Benedetto (1975)
- I Beati Paoli, regia di Umberto Benedetto (1976-1978)

## Prosa televisiva Rai
- Mastro Don Gesualdo, riduzione televisiva di Ernesto Guida e Giacomo Vaccari (1964)
- La giara di Luigi Pirandello, regia di Umberto Benedetto (1965)
- Il giorno della civetta, tre atti di Leonardo Sciascia e Giancarlo Sbragia (1971)
- Omertà di Luciano Codignola, regia di Silvio Maestranzi (1971)
- Lo scippo, originale televisivo di Silverio Blasi della serie In prima persona (1972)
- In prima persona, originale televisivo di Giovanni Bormioli della serie In prima persona (1972)
- I viceré di Federico De Roberto, riduzione di Diego Fabbri e Claudio Novelli (1972)
- Il marchese di Roccaverdina di Luigi Capuana (1972)
- Il numero dieci (padre Kolbe), della serie Teatro inchiesta, regia di Rina Macrelli (1973)
- Scontro di notte di Clifford Odets (1973)
- Murat, regia di Silverio Blasi (1975)
- Il marchese di Roccaverdina di Luigi Capuana (1976)
- Chiunque tu sia, originale di Enrico Roda, regia di Mario Foglietti (1977)